# Jan Volckertszoon Trijpmaker
 
Jan Volckertszoon Trijpmaker (Hoorn – Den Haag, 1531), ook wel gespeld als Jan Folkertsz Trypmaker of Jan Volkertszoon genoemd tripmaker ("muilmaker"), was een klompenmaker en een leidende figuur en martelaar van de wederdopers.

## Leven
Over zijn familieachtergrond en jeugd is alleen bekend dat hij uit het Noord-Hollandse Hoorn kwam. Hij verdiende de kost als klompenmaker. Rond 1530 was hij in het Noord Duitse Emden. Daar kwam hij in contact met de jonge doperse gemeenschap en werd gedoopt door de Duitse wederdoper Melchior Hofmann. Voordat Hofmann Emden verliet, stelde hij Trijpmaker aan als leider van de kerk in Emden. In die hoedanigheid doopte hij op 11 december 1530 onder meer de Friese kleermaker Sicke Frericxzoon. Toen deze weer terugkeerde in Friesland werd hij opgepakt en onthoofd. Hij werd een van de eerste martelaren onder de wederdopers in Nederland.

## Terug naar Nederland
Kort na de doop van Freriks moest Trijpmaker het Oost-Friese Emden verlaten. Aanleiding was een tussenkomst van gereformeerde geestelijken, die de magistraat van Emden ertoe bracht een verbanningsbevel uit te vaardigen tegen de klompenmaker. Trijpmaker ging terug naar Nederland en arriveerde begin 1531 in Amsterdam. Hij begon hier meteen met een uitgebreid zendingswerk, wat leidde tot de oprichting van de doperse gemeente in Amsterdam. Deze gemeenschap werd de kern van een sterke beweging die snel wortel schoot in veel Nederlandse steden.

## Arrestatie en executie
In de herfst van 1531 hoorde de rechtbank in Den Haag van de activiteiten van Trijpmaker. Zij gaven het bevel aan de Amsterdamse Raad om de doperse zendeling te arresteren. De burgemeester van Amsterdam Jan Hubrechts moest het bevel opvolgen. Maar omdat hij een sympathisant was van de wederdopers stuurde hij via zijn dienstmeisje een waarschuwing naar de leiders van de doperse gemeenschap, zodat zij konden vluchten. Maar Trijpmaker gaf zich over aan de politie. Hij bekende een wederdoper te zijn. Hij werd naar Den Haag gebracht en werd daar verhoord en gemarteld. Onder marteling onthulde hij de namen van meer dan 50 Amsterdamse wederdopers. Zeven van hen werden vervolgens gearresteerd en ook overgebracht naar Den Haag. Samen met hen werd Trijpmaker op 5 december 1531 onthoofd. De hoofden van de geëxecuteerden werden teruggebracht naar Amsterdam, op palen gezet en publiekelijk tentoongesteld als afschrikmiddel. Omdat Jan Volkertszoon Trijpmaker kort voor zijn executie zijn doperse opvattingen herriep, werd hij niet opgenomen in de lijst van doperse martelaren.